# Сюри
Сюри (яп. 首里) — район города Наха в префектуре Окинава. Ранее был отдельным городом, столицей королевства Рюкю. В этом районе расположено множество достопримечательностей — замок Сюри, ворота Сюрэймон, роща Сонохян-утаки, мавзолей Тамаудун — все они являются объектами всемирного наследия ЮНЕСКО.
Сюри перестал быть столицей после того, как в 1879 году Рюкю было аннексировано японцами и стало префектурой Окинава. В 1896 году стал районом новой столицы префектуры, Нахи, хотя в 1921 году снова получил статус города. Сюри слился с Нахой в 1954 году.

## История

### Средневековье
Замок Сюри был построен в правление короля Сюмбадзюнки (1237—1248), который правил близлежащим замком Урасоэ, примерно за сто лет до того, как остров Окинава оказался разделён на три государства: Хокудзан, Нандзан и Тюдзан. Спустя два века три государства объединились в королевство Рюкю, оставаясь при этом довольно разрозненными, земли контролировали независимые вожди-адзи, верные главнокомандующему в Урасоэ.
Историк Джордж Керр описывает замок Сюри как один из прекраснейших в мире".
К 1266 году Окинава получала дань с Ихеи, островов Кумэдзима, Керама и отдалённых островов Амами. К северу от замка, в Томари, были открыты государственные заведения для распределения дани.
Сё Хаси, правивший в 1422—1439 годах, сделал Сюри столицей и занимался организацией расширения замка и города. Около 550 лет Сюри оставался столицей, а замок был сожжён в 1450-х годах во время борьбы за власть, но его восстановили, и в правление Сё Сина (1477—1526) он процветал. В замке были возведены каменные столбы с драконами, а в городе построили буддийский храм Энкаку-дзи. Храм Согэн-дзи по дороге в Наху был расширен, а в 1501 году закончили строительство Тамаудуна, королевского мавзолея.
На протяжении средневековья и раннего нового времени (1314—1879) Сюри был политическим центром, а резиденции там оставались престижными и в XX веке.
Замок Сюри был взят самураями японского княжества Сацумы 5 апреля 1609 года. Вскоре войска отступили, и король Сё Нэй остался править на троне, став вассалом Сацумы примерно на 250 лет. Американец Мэтью Перри, прибыв на Окинаву в 1850-х, дважды проходил на территорию замка, но отказался от аудиенции с королём оба раза.

### Под властью Японии
Королевство было уничтожено 27 марта 1879, когда Мацуда Митиюки передал принцу Накидзину бумаги с решением японского правительства. Король Сё Тай был выселен из замка, который занял японский гарнизон. Ворота замка закрыли. Замок и близлежащие резиденции аристократии начали постепенно приходить в упадок. Жалования аристократии перестали платить, а доход от поместий сильно сократился. Слуг распустили, а знать отправилась в поисках работы в Наху, сельские районы или в Японию.
Данные переписей 1875-79 годов показывают, что около половины населения острова Окинава жила в регионе Наха—Сюри: в Сюри было меньше домов, но в каждом проживало в среднем больше человек. Около 95 000 человек в 22 500 домах были представителями аристократии (из 330 000 знатных людей по всем островам Рюкю), однако позже размер и влияние Сюри уменьшались, а Нахи — росли.
Инициативы по восстановлению, сохранению и охране Сюри начались в 1910-х годах, а в 1928 году замок Сюри получил статус национального сокровища. Был составлен четырёхлетний план восстановления структуры замка; прочие достопримечательности получили внимание немного позже.
Гарнизон японских солдат был отозван из замка в 1896 году, замок и комплекс подземных ходов стали местом размещения японской армии на время Второй мировой войны. Первая атака Союзников на остров произошла в октябре 1944 года. Бюрократы, почти все родом из других префектур, под грузом обязательств перед военными почти не помогали жителям города спасать свои дома и имущество, оставив это на плечах самих жителей.
Хранитель семейных сокровищ окинавской королевской семьи вернулся в Сюри в марте 1945 года и спас множество артефактов, начиная с корон, которые местные правители получали от китайского императорского двора, и заканчивая портретами монаршей семьи. Эти предметы были либо запечатаны в подвалах хранилищ, либо просто закопаны среди растительности близ города. Резиденции был уничтожены пожаром 6 апреля, и место хранителей заняли военные.
Так как в Сюри был центр японской обороны, он стал главной целью американцев в битве за Окинаву. Замок был обстрелян линкором USS Mississippi (BB-41), а в битве была уничтожена бо́льшая часть города.

### Послевоенный период
Сюри отстраивали заново в послевоенный период. На руинах замка в 1950 году был основан Рюкюский университет, однако позже его перенесли, и сегодня его корпуса находятся в Гиноване и Накагусуку. Стены отреставрировали вскоре после войны, а восстановление главного помещения дворца закончили в 1992 году, к 20-летию окончания американской оккупации.

## Достопримечательности

### Сюрэймон
Сюрэймон (яп. 守礼門, также «Сюрэй но мон») — вторые главные ворота замка Сюри, построенные в XVI веке.
В оформлении ворот доминируют китайский стиль, прослеживается и влияние местных архитектурных традиций. На ворота спустя много лет после постройки нанесли иероглифы яп. 守禮之邦, «сюрэй но куни», что означает «процветающая страна». Конструкция ворот аналогична китайским воротам с башнями на трёх травеях; сверху на ворота положена красная мозаичная черепица.
Главные столбы расположены на расстоянии 7,94 метра друг от друга. В высоту верхний ярус ворот имеет 7,05 метров, а нижний — 5,11 метров. Четыре столба расположены на каменном основании, их спереди и сзади поддерживают дополнительные столбы.
Ворота были уничтожены во время Второй мировой войны и восстановлены местными жителями в 1950—1960-х годах, став первой реконструированной частью замка.
Ворота Сюрэймон изображены на купюре в 2000 иен, выпущенной в 2000 году в честь 26-го саммита Большой восьмёрки, проведённого на Окинаве.

### Сонохян-утаки
Сонохян-утаки (яп. 園比屋武御嶽), окинавский Сунухян-утаки — роща, священная для последователей традиционной рюкюской религии. Находится в нескольких шагах от ворот Сюрэймон. Каменные ворота рощи, исимон (яп. 石門) являются частью объекта всемирного наследия, Гусуку и другие памятники архитектуры королевства Рюкю, а также включён в список Важнейших культурных памятников Японии.
Раньше ворота открывали только для короля, а сейчас они всегда закрыты, также став священным символом. Путешественники и местные жители приходят к ним помолиться.
Каменные ворота были впервые построены в 1519 году в правление короля Сё Сина, однако роща была священной и до того. Перед тем. как отправиться в путешествие, король молился в роще. Здесь же проходила инициация верховной жрицы местной религии.
Ворота являются ярким примером рюкюской архитектуры с влиянием китайской архитектурной традиции, а также щипец в стиле карахафу. Во время битвы за Окинаву ворота были серьёзно повреждены, а затем восстановлены в 1957 году. Роща ранее была гораздо больше, её потеснили окружающие здания.

### Тамаудун
Тамаудун (яп. 玉陵) — мавзолей, построенный для членов монаршей семьи в 1501 году королём Сё Сином невдалеке от замка Сюри.
Площадь территории мавзолея — 2442 м², там расположены две концентрические стены, три мавзолея смотрят на север, а с юга защищены естественным утёсом. Каменная стела установлена внутри внешней стены в память об окончании строительства, на неё нанесена эпитафия и перечислены имена Сё Сина и других восьми людей, вовлечённых в строительство. Три помещения мавзолея расположены в линию с востока на запад, причём в восточном находятся короли и королевы, в западном — принцы и другие члены семьи, а в центральном проводится церемония омовения костей сэнкоцу. Останки хранились здесь ограниченное время, после чего их промывали и хоронили. Каменные львы, охраняющие мавзолей, являются примерами традиционной местной каменной скульптуры. Архитектурный стиль, в котором был построен мавзолей, в то время соответствовал стилю дворца, каменного с деревянной крышей.
Восемнадцать правителей захоронены в Тамаудуне вместе со своими жёнами и детьми. Первым был король Сё Эн, для которого Тамаудун и был построен по приказу наследника Сё Сина. Последним 26 сентября 1920 года здесь был захоронен сын последнего короля Рюкю, Сё Тэн. Тамаудун сильно пострадал во время битвы за Окинаву, и был разграблен, хотя могилы и останки остались нетронутыми. В 2000 году Тамаудун стал частью всемирного культурного наследия в Японии.
| - Восточная комната - Сё Эн (1415—1476) - Сё Син (1465—1526) - Сё Сэй (1497—1555) - Сё Гэн (1528—1572) - Сё Байгаку, жена Сё гэна (ум. 1605) - Сё Эй (1559—1588) - Аория, айдзи-канаси - Сё Конко, жена Сё Эя (1562—1637) - Сё Хо (1590—1640) - Сё Байган, жена Сё Хо - Сё Кё, старший сын Сё Хо (1612—1631) - Сё Ранкэй, жена Сё Хо (1588—1661) - Сё Кэн (1625—1647) - Сё Кахо, жена Сё Кэна (1630—1666) - Сё Сицу (1629—1668) - Сё Хакусо, жена Сё Сицу (1629—1699) - Сё Тэй (1645—1709) - Сё Гэссин, жена Сё Тэя (1645—1703) - Сё Дзюн, кронпринц, старший сын Сё Тэя (1660—1706) - Сё Гиун, жена Сё Дзюна (1664—1723) - Сё Эки (1678—1712) - Сё Конко, жена Сё Эки (1680—1745) - Сё Кэй (1700—1751) - Сё Нинсицу, жена Сё Кэя (1705—1779) - Сё Боку (1739—1794) - Сё Сюкутоку, жена Сё Боку (1740—1779) - Сё Тэцу (1759—1788) - Сё Токутаку, жена Сё Тэцу (1762—1795) - Сё Он (1784—1802) - Сё Сэнтоку, жена Сё Она (1785—1869) - Сё Сэй (1800—1803) - Сё Ко (1787—1834) - Сё Дзюнтоку, жена Сё Ко(1791—1854) - Сё Ику (1813—1847) - Сё Гэнтэй, жена Сё Ику (1814—1864) - Сё Тай (1843—1901) - Сё Кэнсицу, жена Сё Тая (1843—1868) - Сё Тэн, кронпринц, старший сын Сё Тая (1864—1920) - Сё Сё, жена Сё Тэна | - Западная комната - Сё Гэссин, старшая дочь Сё Эна - старшая дочь Сё Ико - Сё Сёй, третий сын Сё Сина - Сё Исси, старшая дочь Сё Гэна (ум. 1570) - Сё Сэцурэй, жена Сё Гэна - Сё Байрэй, жена Сё Гэна - Сё Гэцурэй, вторая дочь Сё Эя (1584—1653) - Сё Рёгэцу, жена Сё Хо (1597—1634) - Сё Сэцурэй, жена Сё Кё (ум. 1697) - Сё Рётёку, жена Сё Буна - Сё Кю, третий сын Сё Гэна (1560—1620) - Сё Ё, второй сын Сё Ко (1813—1815) - Сё Кэн, четвёртый сын Сё Ко (род. 1818) - Сё Тэн, седьмой сын Сё Ко (1829—1833) - Сё Сюн, старшая дочь Сё Ику (1832—1844) - Сё Отоко и Митико, пятая и шестая дочери Сё Тая - 17 неизвестных, один в центральной комнате |

## Образование
В Сюри находится несколько начальных, средних и старших школ, а также университет. Окинавский университет искусств находится недалеко от замка, а одно из зданий стоит на месте бывшего Перламутрового наместничества (яп. 貝摺奉行所 кайдзури бугё:сё), где находилось управление государственным промыслом рюкюского лака.
Деревня Тобари близ Сюри — родина Масами Тинэна, основателя боевого искусства-кобудо ямани-рю, специализацией которого является посох.

## Транспорт
Станция Гибо и станция Сюри монорельса Окинавы находятся на территории Сюри. Многие достопримечательности (замковый парк, Тамаудун и другие) находятся в пешей доступности от конечной станции Сюри (имеются планы по продлению линии).